# نانسي ديفيس جريفيث
نانسي ديفيس جريفيث (بالإنجليزية: Nancy Davis Griffith)‏ من مواليد 26 أكتوبر 1945، هي عالمة كمبيوتر أمريكية. منذ عام 2014 وهي أستاذة في كلية ليمان في جامعة مدينة نيويورك وتُركز في أعمالها وبحوثها على نمذجة النظم البيولوجية في علم الأحياء الحسابي.

## النشأة
ولدت جريفيث في أوك بارك بإلينوي وعاشت طفولتها في لاوريل، ميسيسيبي ثم انتقلت إلى ممفيس في تينيسي حيث كانت مجرد طفلة. حصلت على درجة البكالوريوس من جامعة هارفارد ثم درجة الماجستير من جامعة ولاية ميشيغان ودرجة الدكتوراه من جامعة شيكاغو.

## المسيرة المهنية
ركزت جريفيث في عملها على ميزة التفاعل مع الحاسوب كما حاولت تأسيس ورش عمل لشرح النظم وقواعد البيانات وما إلى ذلك. وتُعد اليوم واحدة من أبرز المؤلفات المشاركات في كتابة أكثر من ورقة بحثية في ميزة التفاعلات وذلك تحت عنوان «ميزة التفاعل كمعيار في الداخل والخارج».
إن ميزة التفاعل هي مشكلة برمجية تنشأ عندما تتفاعل ميزة واحدة مع ميزة أخرى فتتغير الطريقة لكن الميزة لا تتغير؛ وهذا قد يُسبب مشاكل خطيرة للمطورين ولستخدمي البرنامج. تم توثيق أول مشكلة أولى حصلت في هذا المجال؛ ثم تم إضافة ميزات نظم الاتصالات السلكية واللاسلكية وبالتالي فإذا لم يتم كشف المميزات الجديدة على شبكة الاتصالات السلكية واللاسلكية خاصة تلك غير المرغوب فيها فهذا يُمكن أن يسبب ارتباك في البرنامج وعدم رضا لدى العملاء إذا لم يتم التعامل معه بشكل صحيح.
لجريفيث بحوث ذات صلة بمشكلة كيفية اختبار الشبكات والتأكد من أنها تعمل بشكل جيد؛ كما دعت إلى ما يُعرف بـ «التوافقية» لحل مشكل تداخل الشبكات فيما بينها.
عملت في مختبر الجيل القادم من الشبكات في شركة لوسنت تكنولوجيز حيث أنها صممت وبنيت أدوات اختبار قابلة للتشغيل البيني وقابلة لتشغيل الصوت عبر شبكات الآي بي التي شملت اختبار المطابقة، كما بحثت في كيفية نمذجة البروتوكولات. وبالإضافة إلى ذلك، درست جريفيث عقدة الطبقات فيما يتعلق بالشبكات أو المانيتس. في 1990 حصلت على براءة اختراع لاختراعها طرق لحماية قواعد البيانات ضد المتسللين في محاولة منها للقضاء على ما يُعرف بالتهكير. أبحاثها تضمنت وشملت قواعد البيانات الموزعة، المحاكاة، التزامن والانتعاش، ضوابط تصميم قاعدة البيانات، النمذجة وغيرها من القضايا.

## التدريس
من 2010 إلى 2014 ترأست جريفيث ورش عمل حول علم الأحياء الحسابي وذلك بتمويل من مؤسسة العلوم الوطنية كما قامت بعشرات البحوث حول علم الحوسبة وذلك في موضوع «النمذجة الحاسوبية وتحليل النظم المعقدة.» درَّبت ثمانية وسبعون طالبا في علم الأحياء الحسابي كما دربتهم على أساليب وأدوات تنفيذ المشاريع البحثية على الرجفان الأذيني وسرطان البنكرياس.

## الجوائز
تم ضم جريفيث إلى قائمة أفضل 100 امرأة في مجال الحوسبة كما حصلت على جائزة ماكجرو هيل التعليم في عام 1995 وذلك بفضل عملها في ميزة التفاعل في نظم الاتصالات السلكية واللاسلكية، النظم الموزعة وقواعد البيانات.

## الحياة الشخصية
جريفيث متزوجة من المهندس والمؤلف بيل جريفيث وهي أم ورياضية سابقة.